# ルノー (エノー伯)
ルノー・ド・モンス（フランス語：Renaud de Mons, ? - 973年）は、エスベイ伯ガルニエの兄弟。Eduard Hlawitschkaによると、この兄弟は恐らくマトフリード家出身であるという。

## 生涯
972/3年にルノーの兄弟とみられるリシェ・ド・モンスが死去し、ルノーとガルニエの兄弟は、モンスをレニエ家のレニエ4世とランベール1世の兄弟から守った。
973年に逃亡先から戻り、レニエ4世とランベール1世はペロンヌの戦いにおいて、ルノーとガルニエの兄弟を殺害した。